# تائو (شهرستان ایگلینسکی، باشقیرستان)
تائو (انگلیسی: Tau, Iglinsky District, Republic of Bashkortostan) یک شهرک در شهرستان ایگلینسکی استان باشقیرستان کشور روسیه است.